# ロバート・ゴードン (映画監督)
ロバート・ゴードン（Robert Gordon、1913年 - 1990年）は、アメリカ合衆国の映画監督。

## 作品
- 水爆と深海の怪物（1955年）
- 赤い野獣（1963年）